# Casa cu lacăt din Arad
Casa cu lacăt este un edificiu situat în municipiul Arad. 
Casa a fost construită în anul 1815 de către comerciantul vienez Iosif Winkler, apoi renovată în 1851. Etajul a fost adăugat în timpul modernizării efectuate în 1930. În colțul clădirii, spre strada Plevnei, există o nișă în care se afla un trunchi de copac înconjurat de o bară metalică închisă cu un lacăt. „Butucul de fier” (lemn învelit în tablă) așezat în nișă a fost făurit, după modelul vienez, de către sculptorul timișorean Moritz Heim; astfel de butuci se găseau în Viena, Bratislava, Buda, Oradea, Timișoara ș.a. Într-un astfel de trunchi, calfele care făceau lungi călătorii din oraș în oraș pentru a-și desăvârși cunoștințele profesionale, băteau câte un cui, imortalizându-și astfel trecerea prin acele locuri. 
Butucul nu se mai găsește în nișă, deoarece după ce a fost furat în 1994 și recuperat, a fost depus spre păstrare la Muzeul de Artă din Arad (Galeria de Artă a Complexului Muzeal Arad), pentru a nu mai fi furat din nou.

## Bibliografie

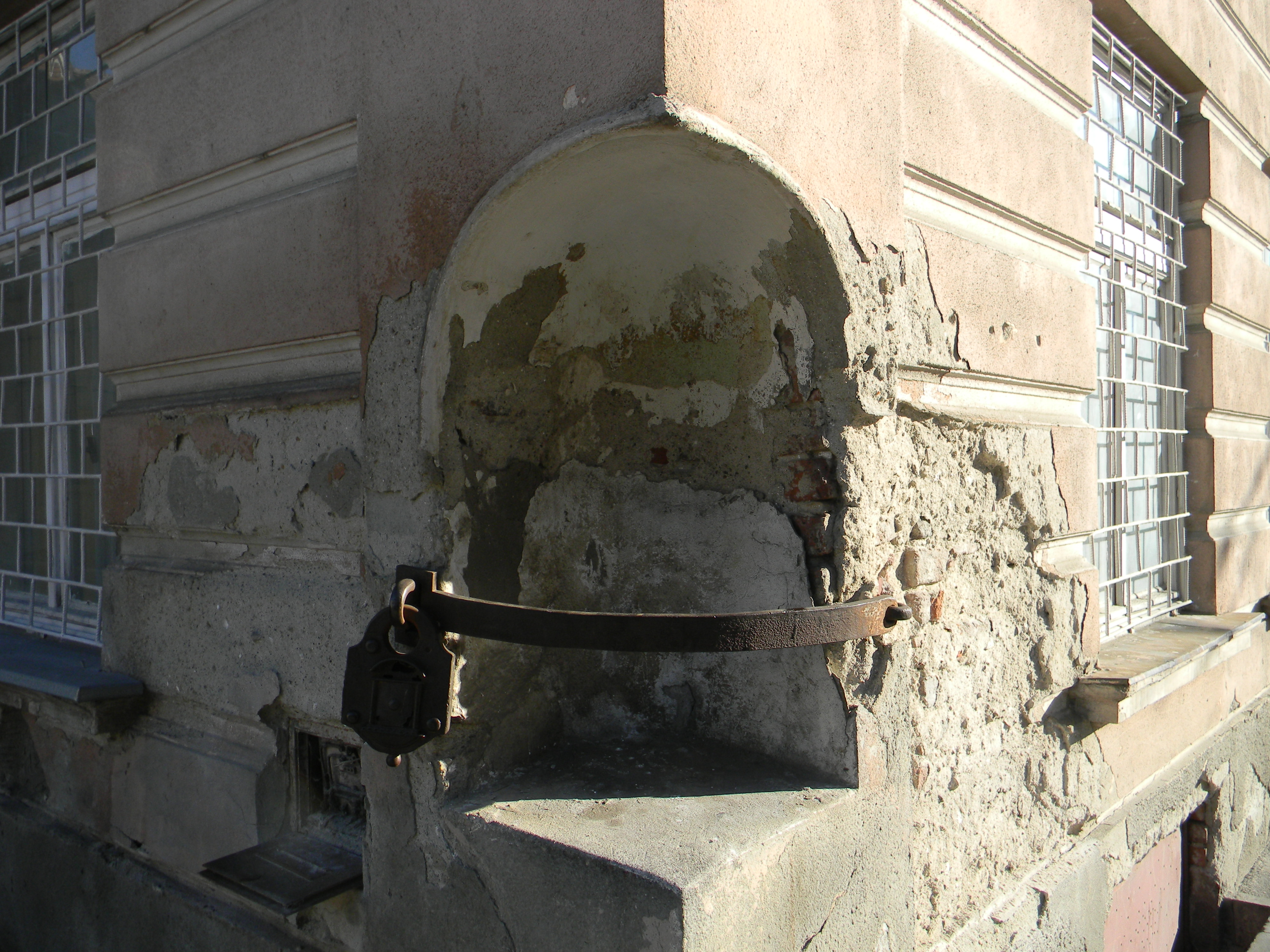
Casa cu lacat Arad - Detaliu locul butucului